# ایلان آراخو دالیگنا
ایلان آراخو دالیگنا (به پرتغالی: Ilan Araújo Dall'Igna) مهاجم اهل برزیل است که در شهر کوریتیبا و در تاریخ ۱۸ سپتامبر ۱۹۸۰ به دنیا آمده‌است.
ایلان آراخو دالیگنا در تیم‌های فوتبال Paraná سابقهٔ حضور دارد.